# Gran Hotel Amazonas
El Gran Hotel Amazonas es un edificio histórico y protegido utilizado como centro turístico ubicado en Calle Evelio Roa, con calle amazonas en la ciudad de Puerto Ayacucho, al norte del estado de Amazonas, y en la parte meridional del país sudamericano de Venezuela. Fue inaugurado en 1949 y está clasificado por las autoridades como un Monumento Nacional de Venezuela. Se trata de una propiedad que pertenece  al gobierno del Estado Amazonas y la administra la Fundación estadal Promoamazonas.